# Calycorectes wurdackii
Calycorectes wurdackii es una especie de planta con flor en la familia Myrtaceae. 
Es endémica del Perú, con grave amenaza por pérdida de hábitat y la colección tipo del departamento de Amazonas (Perú), es la única población registrada. 